# Alšan
Alšan je srednjovjekovni plemićki posjed, banski dvor i grad koji se prvi puta spominje 1372. godine kada je zatražena dozvola za izgradnju franjevačkog samostana i crkve, koji su izgrađeni 1376. godine.

## Povijest
Posjed Alšan bio je smješten nedaleko današnjeg naselja Posavskih Podgajaca, u Cvelferiji. Prvotno je u posjedu obitelji Gut-Keled, potom je vlasništvo Talovaca da bi u XVI. st. prešao u vlasništvo mačvanskog bana Ivana iz plemena Szente Magocs koji je u Alšanu sagradio dvoje dvore te počeo nositi plemićki pridjevak ''Alšanski''.
Nakon pada pod osmansku vlast 1526. propadaju grad i samostan, a crkva sv. Franje i nešto starosjedilaca održali su se do kraja XVII. st., kada su alšanske obitelji prešle u Posavske Podgajce. Do tada Posavski Podgajci nisu bili formirani kao selo.

## Vanjske poveznice
- Alšan enciklopedija.hr